# Anolis cristifer
Anolis cristifer este o specie de șopârle din genul Anolis, familia Polychrotidae, descrisă de Smith 1968. Conform Catalogue of Life specia Anolis cristifer nu are subspecii cunoscute.